# Tünde Szentes
Tünde Szentes de Madefalna de Kisbaczon, née à Budapest en 1949, est une religieuse catholique d'origine hongroise et naturalisée française en 1975. Ses noms de religieuse sont mère Catherine-Marie puis, à partir de 1982, mère Myriam. Proche du prêtre Marie-Dominique Philippe, elle est la fondatrice en 1973 de la Fraternité de l'Immaculée dont est issue en 1982 l'association de fidèles des Sœurs mariales d’Israël et de Saint-Jean, dissoute en 2005 par Philippe Barbarin.

## Biographie
Tunde Szentes de Madefalna de Kisbaczon est née en Hongrie, en 1949, dans une famille aisée d'origine noble,. Son père, Géza Szentes, est titulaire de la médaille de Juste parmi les nations. Sa mère, d'origine juive, s'est convertie au christianisme et a fait baptiser sa fille à sa naissance pour lui éviter des persécutions antisémites.
Tünde Szentes passe ses premières années à Budapest. Après avoir étudié le piano, elle souhaite poursuivre sa formation au Conservatoire national supérieur de musique de Paris et, au bout de trois ans d'attente, elle peut quitter la Hongrie en septembre 1968 grâce à un haut fonctionnaire de l'UNESCO.
À l'âge de 19 ans, Tünde Szentes vient étudier à Paris et demande l'asile politique.
En 1973, elle fait la connaissance du prêtre dominicain Marie-Dominique Philippe lors d'une retraite à Poissy, dans l'un des Foyers de Charité fondés à l'initiative de Marthe Robin. Elle rencontre Marthe Robin en 1974 à Châteauneuf-de-Galaure, et se rend souvent chez elle pour solliciter ses conseils.
Marie-Dominique Philippe lui suggère de s'inscrire à l'université de Fribourg, en Suisse, où il enseigne la philosophie. Il lui fait obtenir successivement deux bourses d'études, l'une de l'université et l'autre du canton de Fribourg. En 1973, Tünde Szentes s'installe donc en Suisse, où elle restera sept ans. Elle y étudiera plus particulièrement les œuvres d'Aristote et de Thomas d'Aquin, et présentera deux thèses de doctorat proposant une alternative intellectuelle au marxisme. Elle est également la secrétaire de Marie-Dominique Philippe.
La découverte de l'œuvre de Maximilien Kolbe l'incite à entrer à la « Milice de l'Immaculée », mouvement d'évangélisation créé par le père Kolbe. En 1973, elle fonde la « Fraternité de l'Immaculée ». Elle est naturalisée française en 1975.

## Sœurs mariales d’Israël et de Saint-Jean

### Vie communautaire
En septembre 1982, la jeune communauté s'installe à Rimont, diocèse d'Autun, à l'invitation de Marie-Dominique Philippe qui y donne ses cours de théologie. Plus tard, elle s'installera dans le diocèse de Lyon.
En novembre 1982, Tünde Szentes effectue un pèlerinage en Terre Sainte avec Marie-Dominique Philippe. Ce pèlerinage, ajouté au fait qu'elle apprend seulement à cette date l'ascendance juive de sa mère, lui permet de mieux prendre en compte les origines juives du christianisme. Elle devient alors « mère Myriam » et les « Petites Sœurs de l'Immaculée » s'appellent désormais les « Petites Sœurs d'Israël, Filles de l'Immaculée ». Lors d'incidents antisémites à Chalon-sur-Saône, elle prend la défense de la communauté juive,.
Tünde Szentes décide de placer sa communauté sous la « double fidélité » au judaïsme et au christianisme. Elle porte l'étoile de David et celle-ci est ajoutée aux chapelets des membres de sa communauté. Fidèle elle-même aux règles alimentaires de la cacherout et aux prières et rituels du sabbat, elle souhaite laisser libre les membres de sa communauté de la suivre dans cette démarche. Elle professe que judaïsme et christianisme « ne se contredisent pas ».

### Accusations de dérives sectaires
En 1986, une ancienne religieuse de la communauté, Diane de Talencé, dénonce la « pression psychologique » exercée par la fondatrice, mais aussi  des « vexations, humiliations et sévices corporels ». Des familles se mobilisent et déposent un recours auprès de l'Officialité (tribunal ecclésiastique) du diocèse de Lyon qui juge le 23 septembre 1987 leur plainte recevable et conclut que si la preuve des violences manque, il existe une « forte présomption » et que « l’intradépendance des filles à l’égard de Mère Myriam est certaine et dûment établie. Son autorité sur ses filles est suffisamment contraignante pour être considérée comme abusive et préjudiciable à leur liberté spirituelle » L'agrément accordé ad experimentum par Armand-François Le Bourgeois, évêque d'Autun, est retiré,,.
En réaction à ce jugement, Tünde Szentes s'estime persécutée par l'Église qui, selon elle, lui reproche d'être « une sale juive, une immigrée et une socialiste »,.
En décembre 1987, afin de connaître les actes de ce procès ecclésiastique, Tünde Szentes fait une grève de la faim « particulièrement médiatisée » devant la basilique de Fourvière,.
Le 18 février 1991, le jugement de 1987 est cassé en appel pour irrecevabilité de la plainte,.
Sept ans après, en septembre 1994, le cardinal Albert Decourtray, archevêque de Lyon, donne à la communauté le statut d'« association privée de fidèles ». En 1995, cette association est annexée par la communauté Saint-Jean, dirigée par Marie-Dominique Philippe, qui en est nommé le « conseiller ».
Grégoire Fülop, aumônier de la Mission catholique hongroise à Lyon, évoque les modes de recrutement, en Hongrie, de Tünde Szentes accompagnée de Marie-Dominique Philippe. Les  recrues potentielles sont attirées par de belles promesses : « Suivez-moi, je vous offrirai une belle vie en France ». Celles qui viennent sont enfermées dans une maison. En août 1998, dans le village de Sur, au nord du lac Balaton, Philippe et Tünde Szentes se battent avec des parents venus récupérer leur enfant. Les médias hongrois dénoncent ces méthodes. En avril 1999, la police française trouve une jeune hongroise dans la gare de Lyon-Part-Dieu « échappée » du couvent de Tünde Szentes, cette dernière lui ayant retiré son passeport. Grégoire Fülop signale, par ailleurs, une jeune hongroise dont la famille n'a pas de nouvelles depuis 7 ans,.
En 1999, l'évêque de Roznava en Slovaquie donne aux Sœurs mariales le statut d'« institut de vie consacrée » de droit diocésain[réf. nécessaire].

### Dissolution
En mars 2005, dans le diocèse de Lyon, le statut d'association de fidèles est retiré à la communauté par décret du cardinal Philippe Barbarin. Une décision « rare et grave » prise en « raison de difficultés qui sont apparues, notamment en termes d’orientations religieuses »,.

### Enquête judiciaire
Le 5 juillet 2005, la Gendarmerie nationale procède à des perquisitions et à des auditions au sein de la communauté des sœurs mariales de Saint-Jodard dans le cadre d'une enquête préliminaire sur commission rogatoire. Le procureur de la République de Roanne indique qu'« on n'a rien trouvé qui puisse donner corps à des dénonciations », qu'« il n'y avait pas de traces de séquestration ou de maltraitance ». Le procureur estime que « les soeurs ne sont pas coupées de l'extérieur puisqu'il y a eu des coups de téléphone extérieurs pendant les auditions ».

## Publications
- Recherche sur la cause dans la métaphysique d'Aristote, Fribourg, 1980
- La conception politique de Marx à travers l'Idéologie allemande, présentation critique, Thèse de doctorat, Paris Sorbonne, 1985
- Petite Sœur Juive de l'Immaculée, propos recueillis par Emmanuel Haymann, Éditions Favre, Suisse, coll. « Voies et chemins », 1985, 200 p.  (ISBN 2828901408)